# قائمة حروب أذربيجان
هذه قائمة الحروب والصراعات الحديثة التي شاركت فيها أذربيجان.
| نزاع                                      | الطرف 1 | الطرف 2                                                                 | النتائج                                                |
| جمهورية أذربيجان الديمقراطية (1918–1920)  | جمهورية أذربيجان الديمقراطية (1918–1920)                                                                        | جمهورية أذربيجان الديمقراطية (1918–1920)                                | جمهورية أذربيجان الديمقراطية (1918–1920)               |
| ----------------------------------------- | --- | ----------------------------------------------------------------------- | ------------------------------------------------------ |
| الحرب الأرمنية الأذربيجانية (1918 – 1920) | أذربيجان · الدولة العثمانية أذربيجان الاشتراكية السوفياتية\|1918 · جمهورية روسيا الاتحادية الاشتراكية السوفيتية | أرمينيا · أرمينيا الجبلية · المملكة المتحدة · مركزية قزوين الديكتاتورية | النصر السوفيتي - تمت تسوية نزاع كاراباخ لصالح الأذرية  |
| غزو الجيش الأحمر لأذربيجان (1920)         | أذربيجان | جمهورية روسيا الاتحادية الاشتراكية السوفيتية · البلاشفة الأذربيجانيون   | هزيمة - الإطاحة بحكومة جمهورية أذربيجان الديمقراطية    |
| انتفاضة غانجا (1920)                      | جمهورية روسيا الاتحادية الاشتراكية السوفيتية · أذربيجان الاشتراكية السوفياتية                                   | الثوار                                                                  | النصر البلشفي - هزيمة المتمردين                        |
| جمهورية أذربيجان (1991 – )                | |                                                                         |                                                        |
| حرب ناغورنو كاراباخ (1988 – 1994)         | أذربيجان الحزب الإسلامي المقاتلون الشيشان                                                                       | جمهورية مرتفعات قرة باغ · أرمينيا                                       | هزيمة - استقلال ناغورنو كاراباخ                        |
| حرب الأيام الأربعة (2016)                 | أذربيجان | جمهورية مرتفعات قرة باغ · أرمينيا                                       | متنازع عليها - أذربيجان تأخذ 800-2000 هكتار من الأراضي |

## بعثات حفظ السلام
| المهمة      | تاريخ البدء | تاريخ الانتهاء | الموقع    | القوات (الذروة) |
| ----------- | ----------- | -------------- | --------- | --------------- |
| كفور        | 1999        | 2008           | كوسوفو    | 34              |
| إم إن إف آي | 2003        | 2008           | العراق    | 250             |
| ايساف       | 2008        | جاري التنفيذ   | أفغانستان | 94              |